# PCI eXtensions for Instrumentation
PCI eXtensions for Instrumentation, kurz PXI, ist ein Bus-System, welches auf dem PCI-Bus basiert und eine Weiterentwicklung des cPCI-Standards für die Mess- und Automatisierungstechnik ist. Dadurch sind keine Kabel und Signalumsetzungen zwischen Rechner und Messgerät nötig. Somit ist eine besonders schnelle Verarbeitung auf der gleichen oder einer benachbarten Karte durchführbar. PXI bietet industrieweit die höchste Bandbreite, sowie den Bus mit der geringsten Latenz.

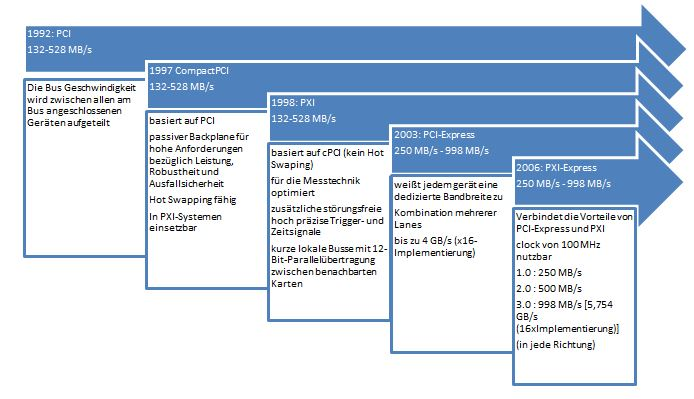
Überblick der Entwicklung vom PCI-Bus zum PXI-Express-Bus

## Historie und Entwicklung
Der PXI-Industriestandard wurde 1997 von National Instruments entwickelt und ist seit 1998 als offener Industriestandard auf dem Markt. Dieser wird von der PXI System Alliance verwaltet. Der PXI-Bus basiert auf dem PCI-Bus, hat aber noch zusätzliche Timing- und Trigger-Funktionen mit einem 10-MHz-Referenztakt. Dadurch ist ein sehr geringer Laufzeitunterschied von unter einer Nanosekunde möglich.
Außerdem erfolgt eine Verbindung zur Backplane über siebenreihige, rüttelfeste, feuchtigkeits- und gasdichte und abgeschirmte Stecker.

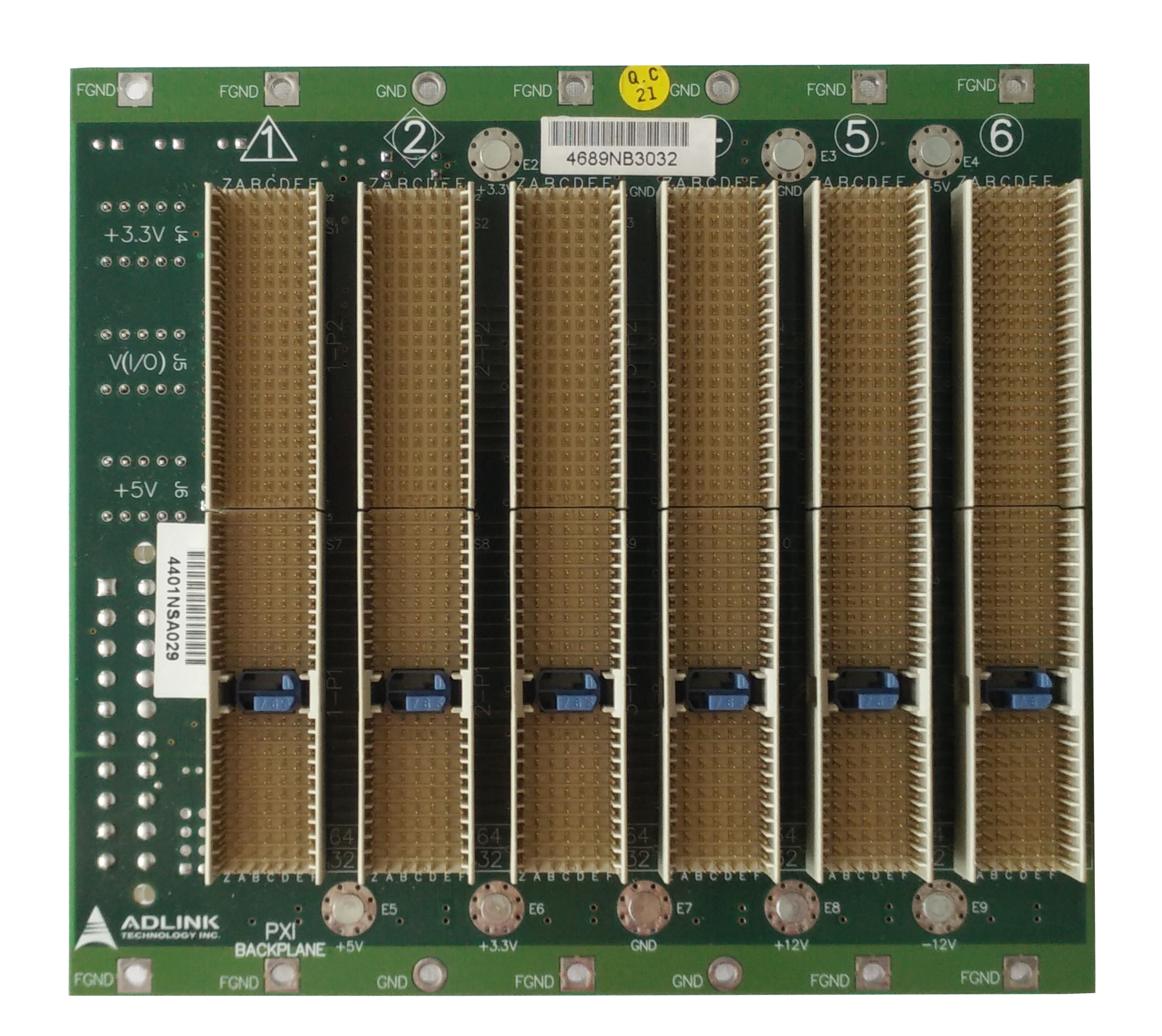
PXI-Backplane von ADLINK XBP-3006L

PXI ist geeignet als Plattform für modulare Systeme, die eine flexible Software, eine niedrige Latenz und einen hohen Datendurchsatz erfordern, sowie Stand-alone-Systeme. Das PXI-System kann entweder mit einem Embedded Controller gesteuert werden oder mit einem separat angeschlossenen Computer.

## Vorteile
- Offener herstellerneutraler Standard
- flexible Software
- modular
- PCI-Bus mit folgenden Extras:
  - zusätzliche Timing und Trigger-Funktionen
  - 32 und 64 bit Busbreite bei 33 MHz oder 66 MHz
  - Takt 10 MHz
  - Trigger-Bus mit 8 Kanälen mit einem Laufzeitunterschied von unter 1 Nanosekunde
  - langlebig & robust
  - für industrielle Umgebung gut geeignet

- Master-Slave-Prinzip
- kompakt
- hoher Datendurchsatz und geringe Latenz

Es muss nur noch in Komponenten investiert werden, die für die jeweilige Anwendung erforderlich sind.

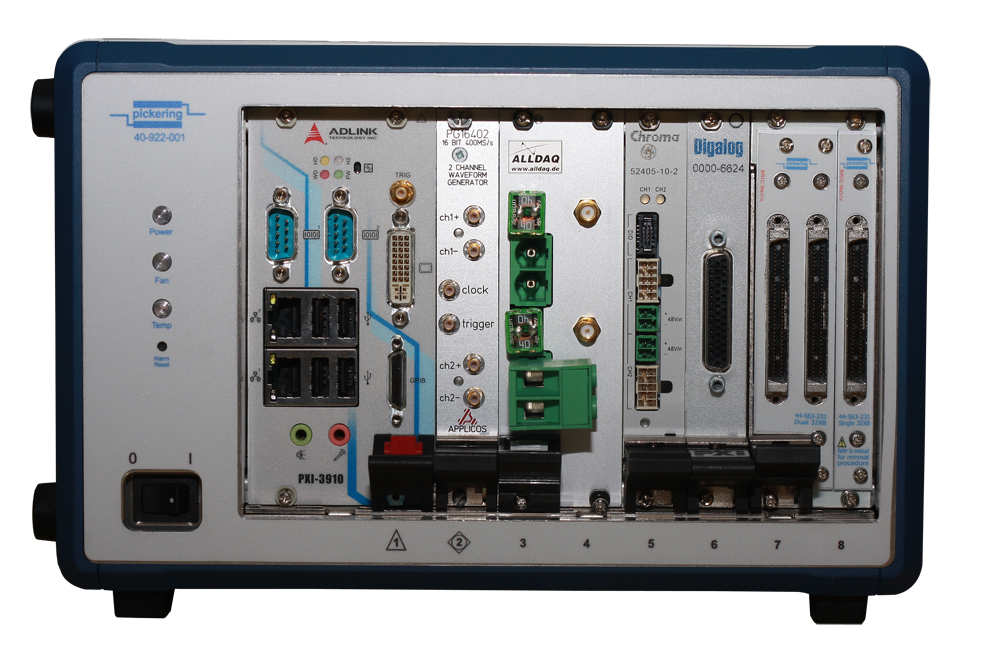
PXI-Chassis mit embedded Controller

## PXI-System
Ein PXI-System besteht im Wesentlichen aus drei Komponenten.
1. Einem stabilen, robusten Gehäuse
  - PXI-Gehäuse
  - PXI-Express-Gehäuse

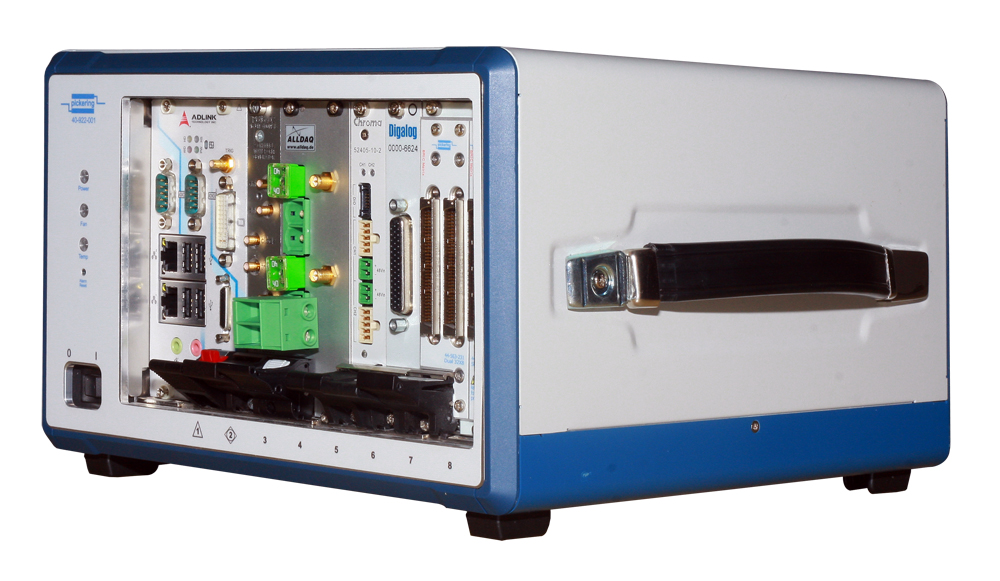
PXI-System mit einem embedded Controller

  - Hybrides Gehäuse (PXI und PXI-Express kompatibel)
2. Einem System-Controller
  - Embedded-Controller
  - Remote-Controller
3. Einem/mehreren peripheral Modul/en
  - Messgeräte
  - Switch-Module
  - PowerSupplys

## PXI System Alliance
Die PXI System Alliance ist ein Zusammenschluss von mittlerweile 69 Mitgliedern, die auf der PXI-Technologie basierende Produkte herstellen oder vertreiben. Ihr Ziel ist es diesen Busstandard zu pflegen, weiterzuentwickeln und den Bekanntheitsgrad zu erhöhen, damit möglichst viele von den Vorteilen profitieren können.
Der offene herstellerneutrale Standard schreibt zum Beispiel vor, dass die Systemkarte (Controllerschnittstelle zu dem PC) definitionsgemäß immer am linken Rand liegen muss, ein Chassis nicht mehr als 31 Slots haben darf, sowie weitere feste Rahmenbedingungen.
Mitglieder der PXI-Alliance sind unter anderem:
- ADLINK
- ALLDAQ
- Applicos bv
- CHROMA ATE
- Digalog Systems Inc
- Keysight Technologies
- Marvin Test Solutions, Inc.
- Pickering
- StanTronic Instruments GmbH
- Tabor Electronics Ltd.

## PXI Express

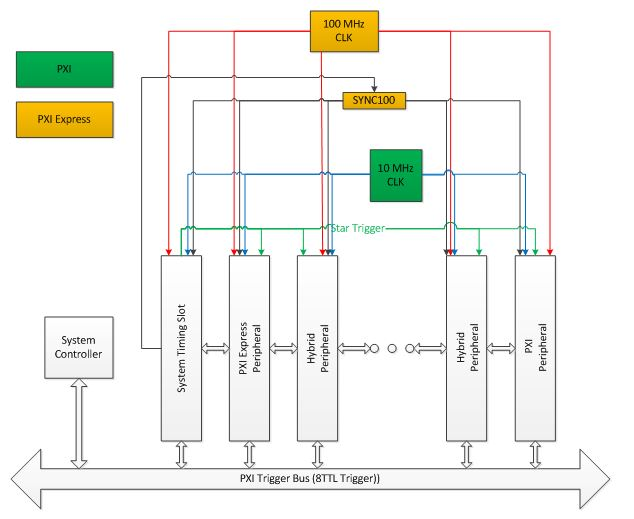
Schematische Funktionsweise des PXI/PXI-Express-Bus

PXI Express ist die Implementierung der PCI-Express-Technik in den bestehenden PXI-Standard. Es werden die Vorteile beider Systeme miteinander vereint. Trotz der sehr ähnlich klingenden Namen ist das Bussystem grundlegend anders. PXI Express hat im Vergleich zum PXI-Bus kein geteiltes paralleles Bus-System, sondern eine separate serielle Punkt-zu-Punkt-Verbindung. Damit hat jede PXI-Express-Karte eine dedizierte Bandbreite und im Vergleich zu PXI einen um das 45-fache erhöhten Durchsatz. Des Weiteren ist ein zusätzlicher Takt von 100 MHz nutzbar.

## Kompatibilität
Der PXI-Standard ist so konzipiert, dass in einem PXI-Chassis auch cPCI-Karten verwendet werden können und PXI-Karten auch in einem cPCI-Chassis funktionieren, wenn auch mit eingeschränkter Funktionalität. Durch die Entwicklung des PCI-Express-Standards ist diese Kompatibilität nicht immer gewährleistet, da die beiden Steckverbindungen mechanisch nicht kompatibel sind. Demzufolge gibt es mehrere Steckverbindungen auf dem Markt. In Gehäusen können mittlerweile der ursprüngliche PXI-1-Slot, PXI-Express-Slot, PXI-Express-System-Slot sowie der PXI-Express-Hybrid-Slot vorkommen. In einem PXI-Express-Hybrid-Slot können PXI-Express-Peripheral-Module, 32-Bit-CompactPCI-Module und Hybrid-Slot-kompatible PXI-Module verwendet werden. Lediglich die ursprünglichen PXI-1-Peripheral-Module können nicht verwendet werden. Diese können aber mit etwas Aufwand zu Hybrid-Slot-Compatible-PXI-Modulen umgerüstet werden, indem man den J2-Stecker entfernt und durch einen xJ4-Stecker ersetzt, was möglich ist, da beim J2-Stecker nicht alle Pins beschaltet sind.

## Markt
Im Jahr 2011 lag das Marktvolumen der auf PXI-basierenden Systeme mit über 1500 Modulen bei knapp 400 Millionen US-Dollar und ist im Moment mit einer Wachstumsrate von 18,1 % der am schnellsten wachsende Markt im Bereich der Mess- und Automatisierungstechnik.